# Wilhelm Schapp
Wilhelm Albert Johann Schapp (født 15. oktober 1884 i Timmel (Großefehn, Ostfriesland), død 22. marts 1965 i Sanderbusch) var en tysk filosof og jurist.

## Liv
Efter sin skoleafslutning i 1902 i Leer (Østfrisland) studerede Wilhelm Schapp retsvidenskab og filosofi hos Heinrich Rickert ved Albert-Ludwigs-Universität Freiburg og ved Friedrich-Wilhelms-Universität i Berlin hos Wilhelm Dilthey og Georg Simmel. Ved siden af retsstudiet studerede han hos fænomenologen Edmund Husserl i Göttingen. Her blev han i 1909 dr.phil. i filosofi om "Phänomenologie der Wahrnehmung", som i dag regnes som et hovedværk i den klassiske fænomenologi. Schapp fik i 1910 en stilling i Aurich retsforvaltning og som notar. Efter deltagelse i 1. verdenskrig blev han dr.phil. i retsvidenskab hos retsfilosoffen Julius Binder i Göttingen. I 1938 giftede han sig med Luise Groeneveld. Parret fik 2 børn. Under 2. verdenskrig tjente han i militærretten.

## Forfatterskab
- Beiträge zur Phänomenologie der Wahrnehmung. Niemeyer, Halle 1910 (4. Auflage: Klostermann, Frankfurt am Main 2004, ISBN 3-465-03348-5)
- Die neue Wissenschaft vom Recht. 2 Bde. Rothschild, Berlin
  - Bd. 1: Der Vertrag als Vorgegebenheit. 1930 (spanische Übersetzung: La nueva ciencia del derecho. Revista de Occidente, Madrid 1931)
  - Bd. 2: Wert, Werk und Eigentum. 1932
- Das Reichserbhofrecht. Systematische Darstellung und Kommentar zum Gesetz und zur Ersten und Zweiten Durchführungsverordnung. C. Heymann, Berlin 1934
- Boden- und Höferecht nach Kontrollratsgesetz 45 und den Ausführungsbestimmungen der Britischen Zone, sowie der Länder Bayern, Hessen, Württemberg-Baden, mit Erläuterungen. Garte, Einbeck 1948
- In Geschichten verstrickt. Zum Sein von Ding und Mensch. Hamburg, Meiner 1953 (5. Auflage: Klostermann, Frankfurt am Main 2012, ISBN 978-3-465-04164-1)
- Zur Metaphysik des Muttertums. Maschinenschriftlich vervielfältigt 1950, gedruckt bei Nijhoff, den Haag 1965
- Philosophie der Geschichten. Leer, Rautenberg 1959 (2. durchgesehene Aufl.: Klostermann, Frankfurt am Main 1981, ISBN 3-465-01465-0)
- Metaphysik der Naturwissenschaft. Nijhoff, den Haag 1965 (2. Auflage unter dem Titel Wissen in Geschichten. Zur Metaphysik der Naturwissenschaft. B. Heymann, Wiesbaden 1976, ISBN 3-88055-165-0; 3. Auflage wieder unter dem alten Titel, Klostermann, Frankfurt am Main 2009, ISBN 978-3-465-03628-9)